# Acanthocreagris beieri
Espèce
Acanthocreagris beieri est une espèce de pseudoscorpions de la famille des Neobisiidae.

## Distribution
Cette espèce est endémique d'Épire en Grèce. Elle se rencontre vers Arísti.

## Description
Acanthocreagris beieri mesure 1,6 mm.

## Étymologie
Cette espèce est nommée en l'honneur de Max Beier.

## Publication originale
- Mahnert, 1974 : Acanthocreagris nov. gen. mit Bemerkungen zur Gattung Microcreagris (Pseudoscorpiones, Neobisiidae) (Über griechische Pseudoskorpione IV). Revue suisse de Zoologie, vol. 81, no 4, p. 845-885 (texte intégral).